# Granville Square
Granville Square je mrakodrap v kanadském Vancouveru. Má 30 pater a výšku 142 metrů. Výstavba probíhala v letech 1971 - 1973 podle návrhu architekta Francise Donaldsona.